# Real (Penalva do Castelo)
Real is een plaats (freguesia) in de Portugese gemeente Penalva do Castelo en telt 294 inwoners (2001).